# Prorector
Un prorector este, în multe țări din Europa (de exemplu, în URSS și în țările independente ale fostei Uniuni Sovietice), un membru al corpului profesoral universitar care deține funcția de locțiitor sau adjunct al rectorului. În unele cazuri pot exista mai mulți prorectori, care gestionează fiecare un anumit domeniu al vieții universitare. Pot exista, de exemplu, un prorector cu activitatea didactică și un prorector cu activitatea științifică.
În universul ficțional din Boston al lui David Foster Wallace din romanul futurist Infinite Jest „cei mai tineri angajați care lucrează ca profesori și instructori sportivi sunt cunoscuți, prin convențiile de la academiile de tenis nord-americane, sub numele de „prorectorii.”” (Abacus edition, 1996, n. 4, p. 983)